# Теряевы
Теря́евы — древний дворянский род.
Род внесён в Бархатную книгу. При подаче документов (23 мая 1686) для внесения рода в Бархатную книгу, была предоставлена совместная родословная роспись Теряевых и их однородцев: Глебовых, Астафьевых и Обедовых.
Есть две фамилии этого имени:
1. Потомки касожского князя Редеди, убитого князем Мстиславом Владимировичем Тмутараканским в 1022 году (в гербовник не внесены). Дмитрий Иванович Глебов по прозванию Теряй был родоначальником Теряевых. Этот род пресёкся.
2. Теряевы, служившие дворянские службы в 1604 году (Герб. Часть VII. № 34). Внесены в VI часть родословной книги Костромской губернии[3].

Существует ещё один род Теряевых позднейшего происхождения.

## Описание герба
В щите, разделённом надвое, в верхней половине в красном поле изображены серебряный полумесяц и восьмиугольная звезда того же металла (изм. польский герб Лелива). В нижней половине в голубом поле находится золотой олень, бегущий в правую сторону (польский герб Брохвич).
Щит увенчан дворянскими шлемом и короной. Нашлемник: до половины выходящий лев с мечом. Намёт на щите голубой, подложенный золотом. Щитодержатели:  два льва с мечами. Герб рода Теряевых внесён в Часть 7 Общего гербовника дворянских родов Всероссийской империи, стр. 34.

## Известные представители
- Теряев Григорий — дьяк (1629—1640), воевода в Мангазее (1643), где и умер (1643).
- Теряев Василий Андреевич — воевода в Кокшайске (1651).
- Теряев Фёдор Васильевич — московский дворянин (1658).
- Теряев Иван Васильевич — стольник царицы Натальи Кирилловны (1677—1692).
- Теряевы: Никита, Максим и Мина Ивановичи — московские дворяне (1679).
- Теряевы: Тит Васильевич и Василий Борисович — стряпчие (1658—1676)[4][5].